# Nebulosa de Orión
La nebulosa de Orión, también conocida como Messier 42, M42, o NGC 1976, es una nebulosa difusa situada al sur del cinturón de Orión. Es una de las nebulosas más brillantes que existen y puede ser observada a simple vista sobre el cielo nocturno. Está situada a 1270 ± 76 años luz de la Tierra,  aunque ahora se ha medido su distancia en 1350 años luz, y posee un diámetro aproximado de 24 años luz. Algunos documentos se refieren a ella como la Gran Nebulosa de Orión, y los textos más antiguos la denominan Ensis, palabra latina que significa "espada", nombre que también recibe la estrella Eta Orionis, que desde la Tierra se observa muy próxima a la nebulosa.
La nebulosa de Orión es uno de los objetos astronómicos más fotografiados, examinados e investigados. De ella se ha obtenido información determinante acerca de la formación de estrellas y planetas a partir de nubes de polvo y gas en colisión. Los astrónomos han observado en sus entrañas discos protoplanetarios, enanas marrones, fuertes turbulencias que alcanzan velocidades de 700.000 kilómetros por hora en el movimiento de partículas de gas y efectos fotoionizantes cerca de estrellas muy masivas próximas a la nebulosa.

## Información general
La nebulosa de Orión forma parte de una inmensa nube de gas y polvo llamada nube de Orión, que se extiende por el centro de la constelación de Orión y que contiene también el bucle de Barnard, la nebulosa Cabeza de Caballo, la nebulosa de De Mairan, la nebulosa M78 y la nebulosa de la Flama. Se forman estrellas a lo largo de toda la nebulosa, desprendiendo gran cantidad de energía térmica, y por ello el espectro que predomina es el infrarrojo.
La nebulosa de Orión es una de las pocas nebulosas que pueden observarse a simple vista, incluso en lugares con cierta contaminación lumínica. Se trata del punto luminoso situado en el centro de la región de la Espada (las tres estrellas situadas al sur del cinturón de Orión), y debajo de la estrella iota de Orión (para los habitantes del hemisferio sur terrestre) que los astrónomos árabes llamaron Nair al Saif que en español significa : "La Espada Luminosa". A simple vista, la nebulosa aparece borrosa, pero con telescopios sencillos, o simplemente con prismáticos, la nebulosa se observa con bastante nitidez.
La nebulosa de Orión contiene un cúmulo abierto de reciente formación denominado cúmulo del Trapecio, debido al asterismo de sus cuatro estrellas principales. Dos de ellas pueden observarse como estrellas binarias en noches con poca perturbación atmosférica, efecto denominado seeing, lo que hace un total de seis estrellas. Las estrellas del cúmulo del Trapecio acaban de formarse, son muy jóvenes, y forman parte de un masivo cúmulo estelar con una masa calculada en 4500 masas solares dentro de un radio de 2 parsecs llamado cúmulo de la nebulosa de Orión, una agrupación de aproximadamente 2000 estrellas y con un diámetro de 20 años luz. Este cúmulo podría haber contenido hace 2 millones de años a varias estrellas fugitivas, entre ellas AE Aurigae, 53 Arietis, o Mu Columbae, las cuales se mueven en la actualidad a velocidades cercanas a los 100 km/s.
Los observadores se han percatado de que la nebulosa posee zonas verdosas, además de algunas regiones rojas y otras azuladas con tintes violetas. La tonalidad roja se explica por la emisión de una combinación de líneas de radiación del hidrógeno, Hα, con una longitud de onda de 656,3 nanómetros. El color azul-violeta es el reflejo de la radiación de las estrellas de tipo espectral O (muy luminosas y de colores azulados) sobre el centro de la nebulosa. El color verdoso supuso un auténtico quebradero de cabeza para los astrónomos durante buena parte de comienzos del siglo XX, ya que ninguna de las líneas espectrales conocidas podía explicar el fenómeno. Se especuló que estas líneas eran causadas por un elemento totalmente nuevo, y a dicho elemento teórico se le acuñó el nombre de «nebulium». Más tarde, cuando ya se poseía mayor profundidad en el conocimiento de la física de los átomos, se llegó a la conclusión de que dicho espectro verdoso era causado por la transición de un electrón sobre un átomo de oxígeno doblemente ionizado. Sin embargo, este tipo de radiación es imposible de reproducir en los laboratorios, ya que depende de un medio con unas características concretas solo existentes en las entrañas del espacio.

## Historia

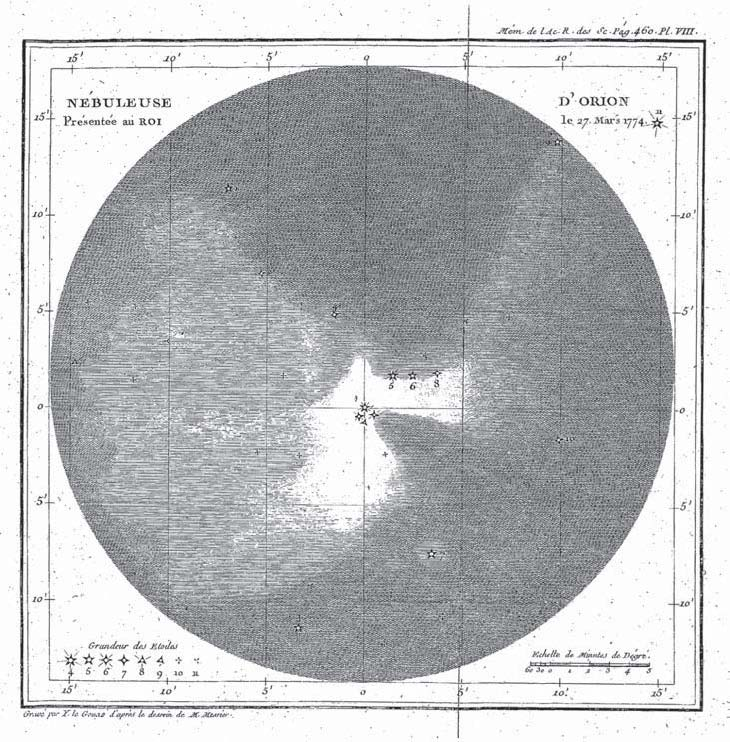
Dibujo de la nebulosa de Orión realizado por Messier en 1771, publicado en su trabajo Mémoires de l'Académie Royale.

Se ha mencionado un supuesto cuento popular de la cultura maya en que se hablaría sobre una parte del cielo de la constelación de Orión, conocida como Xibalbá. En el centro de sus fogones tradicionales quedaba una mancha muy emborronada generada por el fuego, que para ellos representaría la nebulosa de Orión. De ser cierto podría ser una evidencia de que, antes de la invención del telescopio, los mayas ya habrían detectado sobre el cielo una superficie difusa que no consistía simplemente en puntos luminosos como las estrellas. Si esta tradición en verdad se remonta a épocas prehispánicas sería un hecho sorprendente, ya que hasta bien entrado el siglo XII no se hace la primera referencia astronómica a su nebulosidad, pues ni Ptolomeo en el Almagesto, ni Al Sufi en el Libro de las estrellas fijas se percataron de ella, a pesar de que sí mencionan otras nebulosas, como la Gran Nebulosa de Andrómeda. Curiosamente, Galileo tampoco menciona absolutamente nada acerca de esta nebulosa, incluso habiendo realizado observaciones telescópicas del cúmulo del Trapecio en la posición donde se encuentra la nebulosa entre 1610 y 1617. A causa de todo esto, se ha especulado que el brillo de la nebulosa se ha incrementado al originarse estrellas muy luminosas desde entonces.
El descubrimiento de la nebulosa de Orión se le atribuye al astrónomo francés Nicolas-Claude Fabri de Peiresc, como indican sus escritos de 1610. Cysatus de Lucerna, un astrónomo jesuita, fue el primero en publicar un documento acerca de dichos escritos (aunque algo ambiguo) en un libro que trata sobre un cometa brillante, en 1618. En los años siguientes, varios astrónomos de prestigio descubrieron la nebulosa de forma independiente, incluido Christiaan Huygens en 1658, y cuyo borrador fue el primero en publicarse, concretamente en 1659. Charles Messier se percató de su existencia el 4 de marzo de 1769, observando de paso también tres de las estrellas del cúmulo del Trapecio, aunque el descubrimiento de estas tres estrellas se le atribuye a Galileo en el año 1617, a pesar de que no pudo observar la nebulosa (posiblemente debido al limitado campo de visión de su primitivo telescopio). Charles Messier publicó la primera edición de su catálogo de objetos astronómicos en 1774, aunque en 1771 ya estaba finalizado. La nebulosa de Orión fue designada por dicho catálogo como M42, por ser el objeto número 42 de dicha lista en ser descubierto. En 1865, la espectroscopia realizada por William Huggins confirmó el carácter gaseoso de la nebulosa. El 30 de septiembre de 1880 se publicó la primera astrofotografía de la nebulosa de Orión, y un poco más adelante una segunda fotografía mejor que la primera, con 137 minutos de exposición, y ambas obtenidas por el astrónomo Henry Draper.

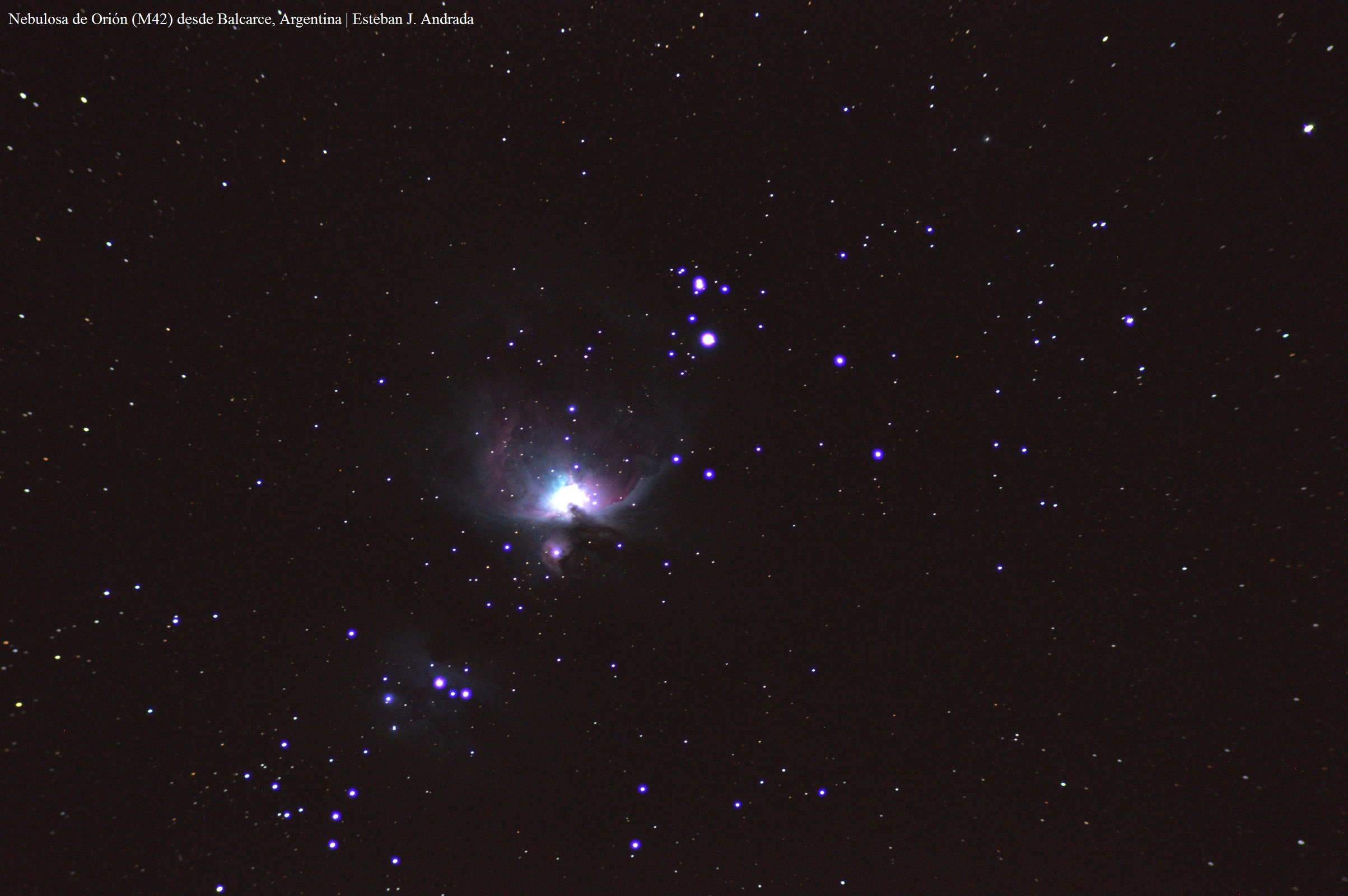
Nebulosa de Orión a través de un telescopio refractor de focal corta.

En 1902, Vogel y Eberhard descubrieron en el interior de la nebulosa velocidades irregulares, y en 1914 astrónomos de la ciudad francesa de Marsella usaron un interferómetro para detectar variaciones en la rotación y movimientos irregulares. Campbell y Moore confirmaron dichos resultados mediante la utilización de un espectrógrafo, demostrando así las turbulencias del interior de la nebulosa.

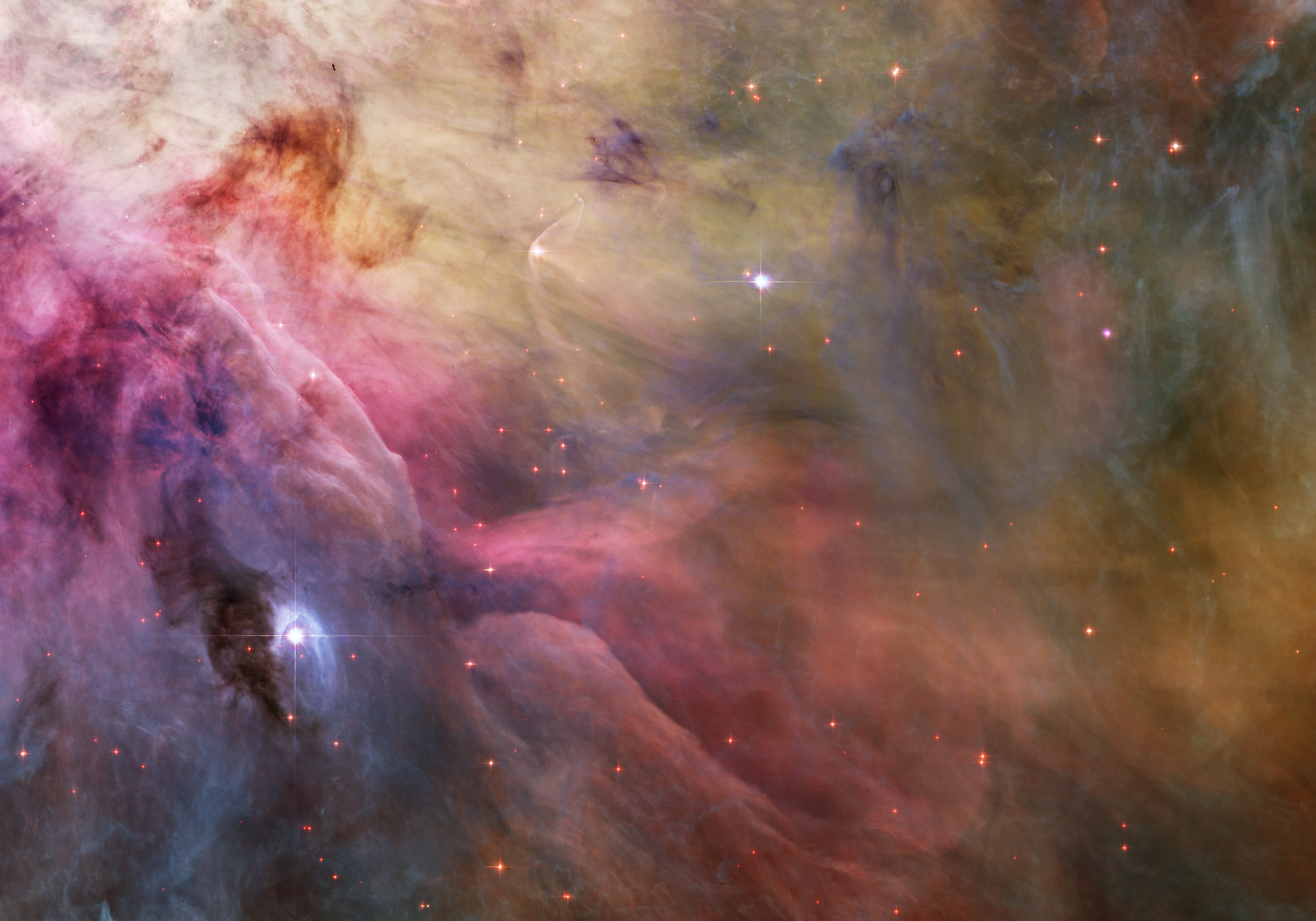
Vista panorámica de la nebulosa de Orión. Imagen tomada por el telescopio espacial Hubble en 2006.

En 1931, Robert J. Trumpler se percató de que las estrellas borrosas cercanas al Trapecio formaban un cúmulo, y fue el primero en denominar a dicho objeto con el nombre de cúmulo del Trapecio. Basándose en tipos espectrales y magnitudes, calculó una distancia de 1800 años luz. Este valor arrojaba una cifra tres veces superior a la distancia aceptada en la época, pero es la que más se aproxima al valor actual.
En 1993, el telescopio espacial Hubble observó por primera vez la nebulosa de Orión. Desde entonces, la nebulosa ha sido estudiada y examinada en profundidad en multitud de ocasiones, y las imágenes obtenidas se han utilizado para realizar un modelo detallado de la nebulosa en tres dimensiones. Se han observado y estudiado discos protoplanetarios alrededor de estrellas recién formadas, como también han sido estudiados los poderosos efectos destructivos de los altos niveles de energía ultravioleta provenientes de las estrellas más masivas.
En el año 2005, la cámara avanzada para sondeos del telescopio espacial Hubble tomó la imagen más detallada de la nebulosa que se ha obtenido. Para obtener la imagen, el telescopio tuvo que completar 104 órbitas, y capturar alrededor de 3000 estrellas por debajo de la 23.ª magnitud, incluidas varias enanas marrones y posibles enanas marrones binarias. Un año más tarde, un equipo de científicos del telescopio espacial Hubble anunció la primera enana marrón binaria. Dicho sistema binario de enanas marrones se encuentra en la nebulosa de Orión y poseen aproximadamente masas de 0,054 masas solares y 0,034 masas solares respectivamente, con un periodo orbital de 9,8 días. Sorprendentemente, la enana marrón más masiva de las dos es también la menos luminosa.

## Estructura

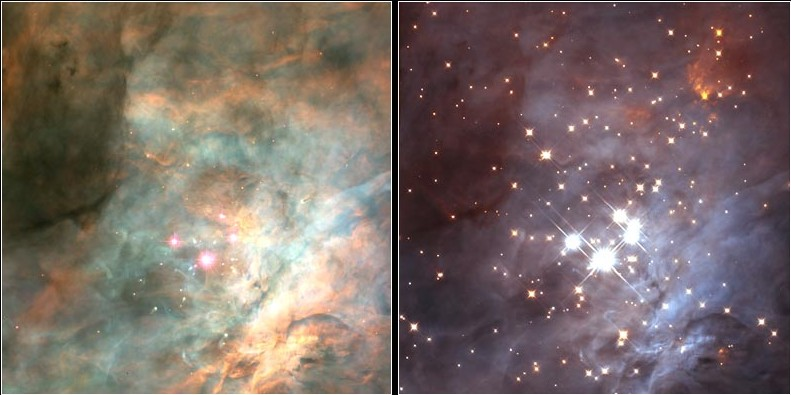
Las imágenes ópticas revelan nubes de gas y polvo en la nebulosa de Orión. La imagen de infrarrojos (derecha) muestra las estrellas de formación reciente brillando en la nebulosa. Crédito: C. R. O'Dell-Universidad Vanderbilt, NASA/ ESA.

La nebulosa de Orión abarca una región de 10° en el cielo, y contiene nubes interestelares, cúmulos estelares, regiones H II y nebulosas de reflexión.
La nebulosa forma una nube casi esférica, donde la densidad máxima se alcanza cerca del punto central. La temperatura máxima es de 10 000 K, pero cerca del borde exterior la temperatura decae drásticamente. Al contrario que la distribución de densidad, la nube posee velocidades y turbulencias muy diferentes en toda su extensión, sobre todo en los alrededores de la región central. Los movimientos relativos en el interior de la nube alcanzan velocidades de 10 km/s, mientras que las variaciones locales llegan a sobrepasar los 50 km/s.
El modelo astronómico actual de la nebulosa consiste en una región ionizada, con centro en Theta1 Orionis C, la estrella responsable de la mayor parte de la radiación ultravioleta, pues su emisión es cuatro veces más potente que la segunda estrella más brillante, Theta2 Orionis A. Alrededor de esta región ionizada, se encuentra una nube de alta densidad de forma cóncava pero muy irregular, con aglomeraciones de gas en el exterior, las cuales conforman el perímetro de la nube de Orión.
Los observadores han puesto nombre a varias facciones significativas de la nebulosa de Orión. A la senda oscura que se extiende desde el norte hacia la región brillante se la ha denominado «Boca del Pez». Las regiones iluminadas de ambos lados reciben el nombre de «Alas». Existen también otros rasgos, tales como «La Espada», «La Estocada» o «La Vela». Hasta ahora  ( año 2020 ), se han catalogado unos 800 000 objetos celestes, algunos cercanos y otros lejanos como galaxias
distantes, hacia la zona que ocupa Messier 42.

## Formación estelar

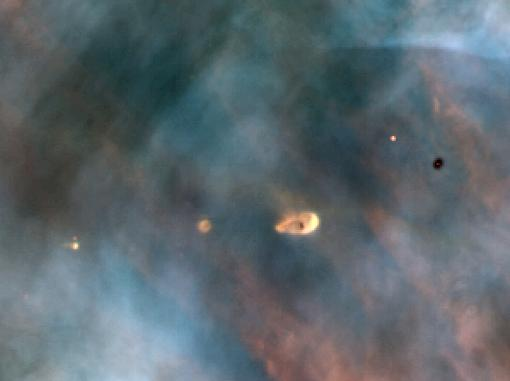
Algunos discos protoplanetarios de la nebulosa de Orión fotografiados por el telescopio espacial Hubble de la NASA.

La nebulosa de Orión es un ejemplo de incubadora estelar, donde el polvo cósmico forma estrellas a medida que se van asociando debido a la atracción gravitatoria. Las observaciones de la nebulosa han mostrado aproximadamente setecientas estrellas en diferentes etapas de formación.
Observaciones más recientes del Telescopio espacial Hubble han descubierto que la mayor concentración de discos protoplanetarios se encuentra precisamente en la nebulosa de Orión, revelando ciento cincuenta de estos discos, y se considera que están en una fase de formación equivalente a las primeras etapas de formación del sistema solar, lo que prueba que la formación de sistemas solares es muy común en el universo. Las estrellas se forman cuando el hidrógeno y otros elementos se acumulan en una región H II del espacio, donde se contraen debido a su propia gravedad. A medida que el gas se colapsa, el agrupamiento central atrae cada vez a más partículas, pues la masa va aumentando, hasta que el gas se calienta a una temperatura suficiente como para convertir la energía potencial gravitatoria en energía térmica. Si la temperatura continúa aumentando, se inicia un proceso de fusión nuclear, dando lugar a una protoestrella. Se dice que una protoestrella ha nacido cuando comienza a emitir suficiente energía radioactiva como para compensar su gravedad y frenar el colapso gravitatorio.
Normalmente, cuando la estrella comienza la fusión nuclear la nube de material se encuentra a una distancia considerable. Esta nube que rodea a la estrella es el disco protoplanetario de la protoestrella, del cual se podrán formar los planetas. Observaciones infrarrojas recientes muestran que las partículas de polvo de estos discos protoplanetarios están creciendo, por lo que están empezando a formar planetesimales.
Una vez que la protoestrella entra en la secuencia principal, se le clasifica como estrella. Aunque la mayoría de los discos protoplanetarios pueden formar planetas, las observaciones muestran que una intensa radiación estelar habría destruido cualquier disco protoplanetario que se formara cerca del grupo del Trapecio si estos discos tuvieran la misma edad que las estrellas de baja masa del cúmulo. Como se observa que los discos protoplanetarios se encuentran muy próximos al cúmulo del Trapecio, se deduce que las estrellas formadas por estos discos son mucho más jóvenes que el resto de estrellas del cúmulo.
Otro astro llamativo que esconde la "Gran Nebulosa de Orión" es la "Estrella de Becklin-Neugebauer (BN)", que fue hallada en el año 1967, y que solo en el año 1995 se descubrió que era una estrella que se desplaza a una altísima velocidad. Todavía no se sabe con certeza que suceso astronómico puede generar estrellas tan veloces, pero se conjetura que un encuentro gravitacional con otra estrella, o el poderoso empuje provocado por una explosión de supernova del tipo II, podrían ser la causa de estas "estrellas corredoras".
La temperatura promedio en las zonas más luminosas de "Messier 42", llega a los 10000 K, pero a medida que nos acercamos a sus zonas periféricas, la radiación estelar disminuye fuertemente, y con ello la temperatura; lo que permite la creación de compuestos químicos complejos. La riqueza espectral que muestra la "Nebulosa de Orión" es impresionante, sobresaliendo algunos compuestos químicos muy familiares tales como : agua, monóxido de carbono, metanol, cianuro de hidrógeno; y monóxido y dióxido de azufre por dar solo algunos ejemplos.

### Efectos de los vientos estelares
Una vez formadas, las estrellas de la nebulosa emiten un flujo de partículas cargadas conocido como viento estelar. Las estrellas masivas (tipo OB) y las estrellas jóvenes poseen vientos estelares mucho más fuertes que los del Sol. Este viento forma ondas de choque cuando se encuentra con el gas de la nebulosa, dándoles forma. Las ondas de choque de los vientos estelares juegan un papel muy importante en la formación estelar, compactando las nubes de gas y creando densidades no homogéneas que conducen al colapso gravitatorio de la nube.
Existen tres tipos diferentes de choques en la nebulosa de Orión. Muchos de ellos son objetos Herbig-Haro:
- Choques de proa (o bow shock): son estacionarios y se forman cuando dos partículas de vapor colisionan entre sí. Se encuentran cerca de las estrellas más calientes de la nebulosa, donde la velocidad del viento estelar se estima en miles de kilómetros por segundo, y en las zonas exteriores de la nebulosa, donde las velocidades son de varias decenas de kilómetros por segundo. Los choques de proa también se pueden forman enfrente de los chorros estelares, donde el chorro expulsa partículas interestelares.
- Choques de jet: se forman a partir de los chorros de material surgido de las estrellas T Tauri de reciente formación. Estos vapores viajan a cientos de kilómetros por segundo, convirtiéndose en choques cuando impactan sobre cualquier gas estacionario.
- Choques deformados: son similares a los choques de proa. Se producen cuando los choques de jet impactan sobre gas moviéndose en contradirección.

La dinámica de los gases de la nebulosa de Orión es muy compleja, pero por lo general tienden a salir y a dirigirse hacia la Tierra. La gran superficie neutra que se encuentra detrás de la región ionizada se está contrayendo bajo su propia gravedad.

## Evolución

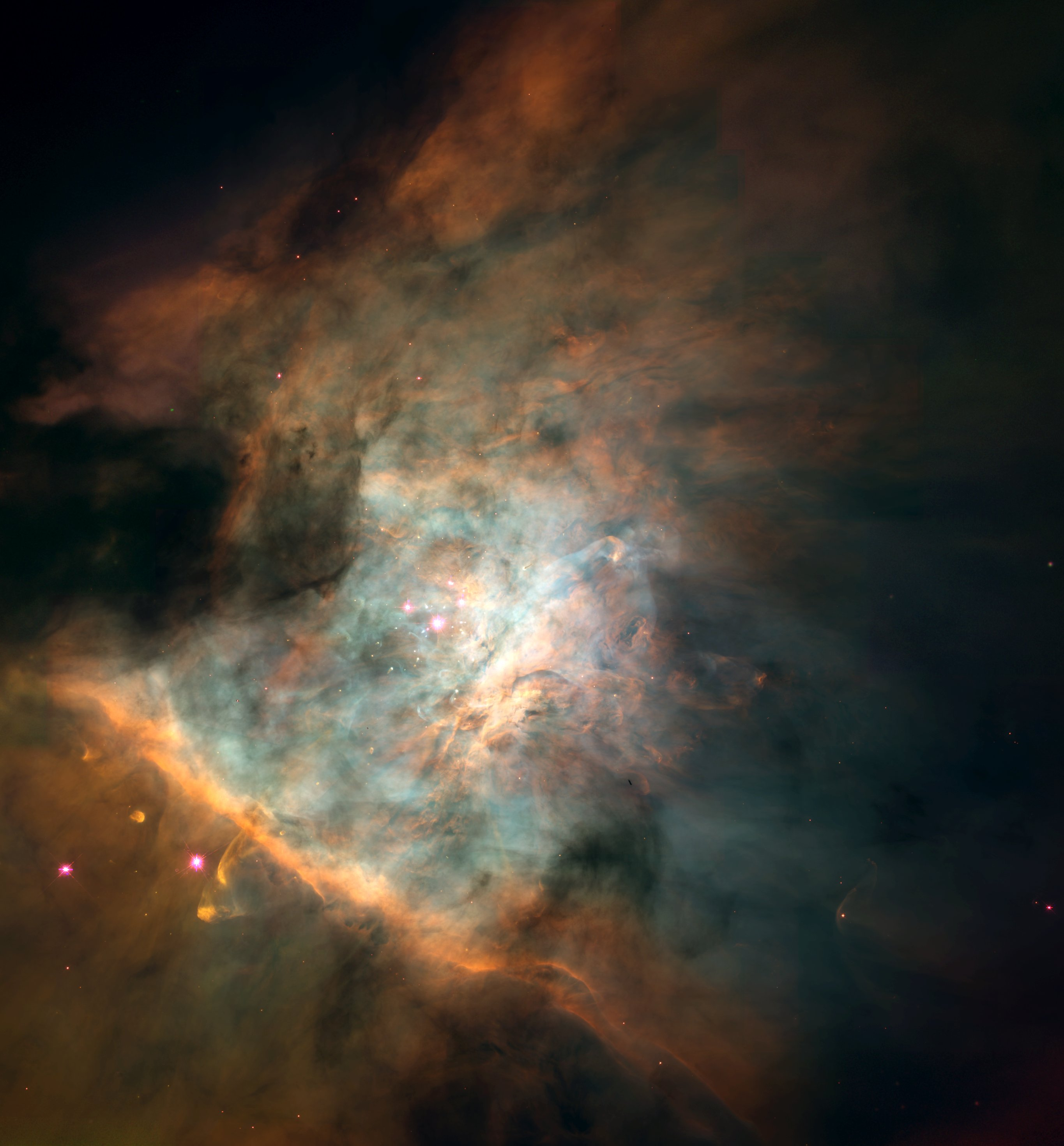
Imagen panorámica del centro de la nebulosa de Orión, fotografiada por el telescopio Hubble. La imagen abarca 2,5 años luz de lado a lado. El cúmulo del Trapecio se encuentra a la izquierda del centro. NASA/ESA.

En todas las galaxias, incluida la Vía Láctea, se pueden encontrar nubes interestelares como la nebulosa de Orión. Se originan a partir de pequeños cúmulos de hidrógeno frío y neutro, mezclado con trazas de otros elementos. Estas nebulosas pueden contener cientos de miles de masas solares y pueden medir varios centenares de años luz. Las fuerzas de gravedad que podrían obligar a la nube a que se colapse son muy pequeñas, y están igualadas debido a la poca presión que ejerce el gas en la nube.
Es posible que, debido a colisiones con un brazo espiral o a interacciones con ondas de choque emitidas por supernovas, los átomos precipiten en moléculas más pesadas, formando H2 o CO entre otras muchas moléculas, lo que da lugar a una nube molecular. Este es el primer paso para la formación de estrellas en la nube, que se producirán en un período de 10-30 millones de años, ya que la región debe pasar por la inestabilidad de Jeans y el gas desestabilizado se colapsa creando discos. El disco se concentra en el núcleo para formar una estrella, que podría estar rodeada por un disco protoplanetario. Este es el estado actual de la nebulosa, con estrellas todavía formándose a partir de nubes moleculares colapsadas. Las estrellas más jóvenes y brillantes que podemos observar en la nebulosa de Orión tienen menos de 300 000 años, y la más brillante de todas apenas 10 000 años.
Algunas de estas estrellas colapsadas pueden llegar a ser muy masivas, y pueden emitir grandes cantidades de radiación ultravioleta ionizante. Un ejemplo de esto se puede observar en el cúmulo del Trapecio: con el tiempo la luz ultravioleta proveniente de las estrellas masivas del centro de la nebulosa puede expulsar el gas y polvo que la rodea en un proceso denominado fotoevaporación. Este proceso es el responsable de crear la cavidad interior de la nebulosa, permitiendo así que las estrellas del núcleo sean visibles desde la Tierra. La más grande de estas estrellas tiene una vida muy corta y evolucionará convirtiéndose en una supernova.
Dentro de aproximadamente 100 000 años, la mayor parte del gas y del polvo será expulsado. El material que quede sin expulsar formará un cúmulo abierto joven, un cúmulo brillante y estrellas jóvenes rodeadas de tenues filamentos del antiguo cúmulo. Las Pléyades son un ejemplo conocido de un cúmulo abierto de este tipo.